# Boris Schreiber
Boris Schreiber (Berlín, 28 de mayo de 1923 - Neuilly-sur-Seine, 11 de febrero de 2008) es un escritor francés del siglo XX.

## Biografía
Boris Schreiber nació el 28 de mayo de 1923 en Berlín, donde sus padres, Wladimir Schreiber y Eugénie Markowitch, vivieron como refugiados después de la Revolución Rusa. Su padre trabajó para la empresa de transporte de acciones conjuntas germano-rusa (Derutra) y más tarde para una empresa alemana de importación y exportación. La familia disfrutó de una vida próspera. Luego que su padre perdiera el trabajo seis años después, los Schreiber dejaron Berlín, mudándose a Antwerp, donde vivieron en absoluta pobreza. Posteriormente la familia de Eugénie en Riga los acogería. Durante esta estadía su tía le enseñaría francés. En 1930 se mudaron a París donde Schreiber sería enviado a diferentes colegios.
En 1937, empezó a escribir un diario e intentó establecer contacto con varios escritores (Romain Rolland, Georges Duhamel, Francis Carco). También se mantuvo al tanto del mundo literario y así descubrió las obras de judíos inmigrantes en particular los de Iréne Némirovsky y Jean Malaquais. En 1938 visitó a André Gide y le leyó un fragmento de su diario y un cuento.
Durante la ocupación Alemana, su familia se mudó a Marseille, en su estadía visitó a Gide en Cabris donde también conoció a Roger Martin du Gard, Henri Thomas y Jean Schlumberger. Después de terminar la secundaria, entró a la Facultad de Derecho en Aix-Marseille (1942-1943). Aunque estaba registrado en la administración de Vichy como un ruso apátrida, escapó de la persecución bajo las leyes antijudías porque su religión estaba especificada como “ortodoxa”. Para evitar el Servicio de Trabajo Obligatorio (STO), trabajó para la Organización Todt en 1944. Antes de la liberación de Marseille, se unió a la red de resistencia FFI y trabajó para el periódico comunista Rouge Midi. Posteriormente volvió con sus padres en París y conoció a Simone; se casaron varios años después. En 1947 recibió la ciudadanía francesa y se matriculó en la Universidad de Sorbona donde estudio literatura francesa y lengua rusa.
Al mismo tiempo, empezaría a escribir su primera novela Le Droit d'asile, trataría sobre la guerra en Marseille - publicada en 1957. Boris Schreiber enseñó durante varios años. Sin embargo, gracias al apoyo económico de sus padres, más tarde pudo dedicarse completamente a la escritura. Su padre había creado una exitosa empresa petrolera. Schreiber fue galardonado con el Prix Combat por La Rencontre des absents (1963). Publicó una docena de novelas con varios publicistas que recibió reconocimiento pero no logró llegar a un público amplio.
En 1968, dejó a Simone para vivir con Lucienne. La novela Le Cratère publicada en 1975 es acerca de esta separación. Algunos años después de la muerte de su padre (1976), dejó a Lucienne y se divorció de Simone, para casarse con Arria (1982). Viajó al extranjero y vivió en Long Island (NY) en los Estados Unidos por un tiempo. Tras la muerte de su madre empezó a escribir obras autobiográficas y fue galardonado con el Prix Renaudot por Un silence d'environ une demi-heure en 1996. Su último trabajo, Faux titre es una colección de cuentos publicados poco antes de su muerte.

## El hombre y su trabajo
Boris Schreiber comenzó a escribir su diario a los 13 años y continuaría así el resto de su vida. Se retrató así mismo: “Un extranjero antes de la guerra, un judío durante la guerra, y un escritor en el exilio después de la guerra”. La época, el hombre y su trabajo. Estos fueron los tres componentes de su miseria. Su trabajo literario se movió entre dos polos. En el primero escribió novelas: su primera novela fue Le Droit d’asile en 1957 y la última fue Faux titre en 2008; por otro lado, escribió autobiografías eran únicas pues rechaza la primera persona del singular: Lait de la nuit (1989), Le Tournesol déchiré (1991), Un silence d'environ une demi-heure (1996), Hors-les-murs (1998). Estos dos polos se influyen mutuamente;  la vida y la ficción se alimentan mutuamente a través de esta matriz profunda y sorda, que él decidió usar, dibujándolo en su diario (no publicado) y procesando sus recuerdos y sentimientos sobre la guerra como un joven judío que no fue capaz de plasmarlo.
Schreiber vivía para escribir, reñía con su padre, pues desaprobaba su vocación, y con los editores, cuyos rechazos le parecieron humillantes. Sin embargo, su padre le dio los recursos que le permitieron dedicar su vida a la escritura, su madre, lo apoyó incondicionalmente. Mantuvo distancia del mundo literario, donde tenía pocos amigos (Alain Bosquet, Pierre Drachline...) Aunque ignoró las corrientes literarias de la época, se pueden encontrar similitudes entre sus obras y las obras literarias de varios de sus contemporáneos (Jean Malaquais, Romain Gary, Jean Cayrol...), en particular los temas de las obras (guerra, judaísmo) y ciertas innovaciones relacionadas con la forma de las obras (sistemas narrativos complejos, narradores poco fiables...)
En sus novelas y trabajos autobiográficos, Schreiber se muestra consciente de su valor: le gusta presentarse como escritor maldito, pintándose como megalómano y misántropo interesado únicamente en sus obras y el estatus que le otorgaban. Esta imagen de él, en algunos casos incluso grotesca, hizo que críticos y lectores le dieran la espalda a sus obras. Para él solo había una forma de sobrevivir: la literatura y la escritura, una que está atormentada por los recuerdos de la guerra, poblada de personajes a los que se les niega una identidad. Su trabajo fue, por tanto, la base misma de su propia supervivencia pero también consistió en narrativas acerca de sobrevivir, como lo demuestra la primera frase de su novela Le Droit d’asile (1957): “El día de mi supervivencia fue un día horrible”. Fue escrito después de un periodo de silencio de cinco años, tiempo en el que se vio obligado a mantener en silencio como un joven judío y apátrida bajo la ocupación alemana. Las obras de Schreiber son algunas de las más contundentes que intentaron plasmar las horas más oscuras del siglo XX.

## Temas Centrales
En cuanto a un escritor que siempre habla de sí mismo, en la forma del “yo” en la autobiografía o a través de las máscaras de los héroes románticos, dos formas que se entrelazan en la obra de Schreiber, se acostumbran hablar de narcisismo. Relacionar a Schreiber y su obra con esta noción tomada del psicoanálisis los encerraría en una interpretación que no tiene en cuenta los juegos de disrupción que impone al funcionamiento ordinario de la narrativa.
En la obra de Schreiber lo mismo es siempre otro, como lo demuestran diversas alusiones a Rimbaud y sobre todo por el esfuerzo que le lleva a rechazar la primera persona del singular tanto en Le Droit d'asile, de la que el propio héroe habla en primera persona pero también se menciona en el tercero, como en La Traversée du dimanche, el único ejemplo de una obra escrita en primera persona del plural (“nosotros”). Singular, la autobiografía de Schreiber se transmite por una escritura en la que el "yo" tiende a desaparecer : Le Tournesol déchiré se rige por un extraño "ellos", Un silence d’environ une demi-heure se construye en torno a la sucesión de tres narrativas instancias (“Boris y yo”, “Boris sin mí”, “Boris solo”). El pacto autobiográfico ya no reside más que en la identidad del nombre del personaje y el del autor - una identidad tanto más problemática cuanto que “Boris” es también “Borinka” o “Borik” y que, desprovisto de nombres, los héroes de Le Droit d'asile y La Descente au berceau son conocidos sólo por apodos. Manera de decir que son judíos.
Aunque el trabajo de Schreiber está acechado por el Holocausto, se ve a través de personajes que “escaparon” pero no “sobrevivieron” (La Descente au berceau, p. 29). En el término "holocausto", el escritor prefiere sin embargo el de "masacres", que le permite introducir en su obra a varias figuras excluidas (vagabundos, prostitutas, enfermos…) y representar otros momentos de violencia racial y política en el imagen de los movimientos de liberación nacional que intervienen en Les Souterrains du soleil (1977). Como muestra el itinerario del héroe de esta novela, cuyos proyectos de renovación social fracasan, a Schreiber le interesa menos la Historia y los que la hacen, que los que derrota y que deben, para sobrevivir, reencontrar su “Yo” y reinventar una identidad por sí mismos. Desde este punto de vista, su obra siempre pinta búsquedas espirituales y encuentra algunos de los temas centrales de la novela iniciática. El lenguaje y la palabra se convierten así en los territorios donde se juegan los destinos de los héroes, cuya búsqueda de la identidad, como la del propio escritor dividido entre dos lenguas, el francés y el ruso, implica un esfuerzo de apropiación lingüística. Aunque Boris Schreiber ama las palabras con pasión y juega con ellas con gusto, su relación con el lenguaje sigue siendo compleja. En efecto, bajo su pluma, a través de autorretratos y diversas figuras de ficción de escritores fracasados o impotentes, se desarrolla un imaginario del lenguaje que le hace llevar las huellas de los hechos más trágicos del siglo. Así lo señala el protagonista de Les heures qui restent (1958), lanzado en busca de una palabra que escuchó en un refugio durante la guerra, una palabra que olvidó pero que le dio un momento de plenitud que le gustaría encontrar de nuevo.

## Obras
- Le Droit d'asile, Denoël, Paris 1957.
- Les Heures qui restent, Denoël, Paris, 1958.
- La Rencontre des absents, Calmann-Lévy, Paris, 1962. Prix Combat.
- L'Évangile selon Van Horn, Belfond, Paris, 1972.
- Les Premiers jours de Pompéi, Belfond, Paris, 1973.
- L'Oiseau des profondeurs, Luneau Ascot, Paris, 1987. Repris sous le titre de La traversée du dimanche, Fleuve noir, Paris, 1998. Prix Sainte-Beuve.
- Le Cratère, Grasset, Paris, 1975.
- Les Souterrains du soleil, Grasset, Paris, 1977
- L'Organeau, Jean-Jacques Pauvert, Paris, 1982.
- La Descente au berceau, Luneau Ascot, 1984.
- Le Lait de la nuit, F. Bourin-Julliard, Paris, 1989 (Gallimard, « Folio », Paris, 1991).
- Le Tournesol déchiré, F. Bourin-Julliard, Paris, 1991 (Gallimard, « Folio », Paris, 1993).
- Un silence d'environ une demi-heure, Le Cherche-Midi, Paris, 1996 (Gallimard, « Folio », Paris, 1998). Prix Renaudot.
- Hors-les-murs, Le Cherche Midi, Paris, 1998 (Gallimard, « Folio », Paris, 2000).
- L'Excavatrice, Le Cherche Midi, Paris, 2000 (Gallimard, « Folio », Paris, 2001).
- La Douceur du sang, Le Cherche Midi, Paris, 2003 (Gallimard, « Folio », Paris, 2004).
- La Mille et unième nuit, Sables éditions, Pin-Balma, 2005.
- Faux titre, Le Cherche Midi, Paris, 2008.